# Battaglia di Villabona (1630)
La battaglia di Villabona fu combattuta il 29 maggio 1630 presso la località di Villabona, a poca distanza da Goito, nel mantovano, tra le truppe della Repubblica di Venezia, schierate a difesa della città di Mantova, e le truppe del Sacro Romano Impero.

## Storia

### Antefatto
Alla morte di Ferdinando Gonzaga nel 1626, suo fratello Vincenzo II Gonzaga (1594–1627) gli succedette come duca di Mantova e Monferrato. Pur essendosi sposati, malgrado la rinuncia al trono di Ferdinando e l'espulsione di Vincenzo dal Sacro Collegio dei cardinali, nessuno dei due ebbe figli legittimi. Esplose una crisi quando Vincenzo II morì il 26 dicembre 1627 all'età di 33 anni, lo stesso giorno della celebrazione del matrimonio di sua nipote Maria con Carlo di Gonzaga-Nevers. Quest'ultimo era il figlio primogenito ed erede di Carlo, duca di Nevers e di Rethel. Egli era membro dei Gonzaga-Nevers che, dopo la morte di Vincenzo II, ottenne il ducato di Mantova. L'imperatore Ferdinando II, saputa la presa di possesso dei ducati di Mantova e del Monferrato da parte di Carlo Gonzaga-Nevers, predispose il sequestro dei due feudi ed impose al duca Carlo l'obbligo di far entrare un contingente di truppe Imperiali a presidiare il Mantovano per evitare un colpo di mano da parte della fazione Francese.

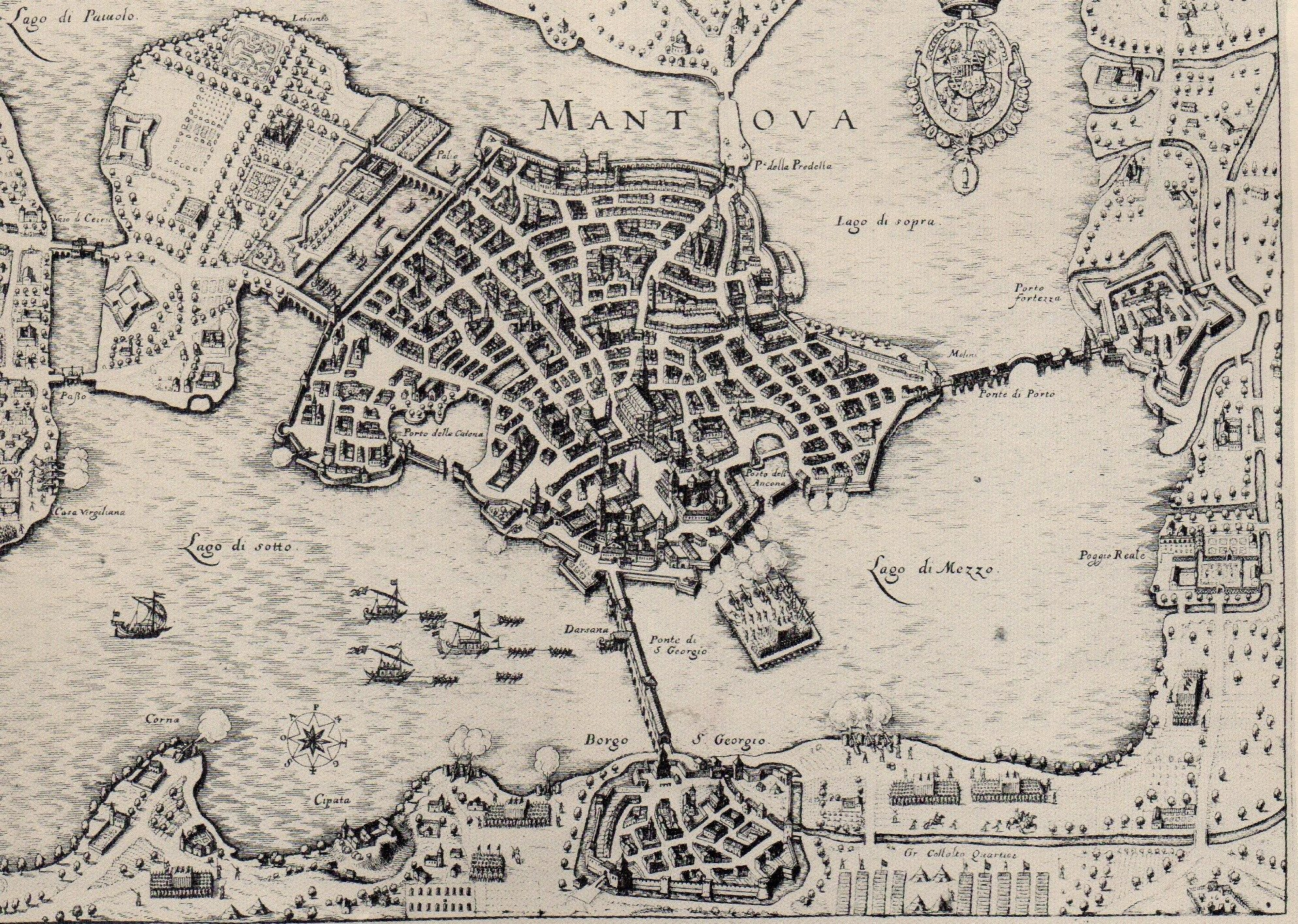
L'assedio di Mantova durante il sacco del 18 luglio 1630.

### La battaglia
Nel maggio 1630 i veneziani, alleati di Carlo Gonzaga, erano schierati nei pressi di Villabona (frazione di Goito) a difesa della città di Mantova assieme a rinforzi francesi e corsi. Il 29 maggio vennero attaccati dagli imperiali e, in rotte, si ritirarono verso Valeggio sul Mincio e quindi a Peschiera. Gli alemanni presero questa posizione e l'episodio di Villabona segnò, di fatto, la fine di Mantova, che il 18 luglio subì il sacco ad opera dei lanzichenecchi.